# Job-drieluik
Het Job-drieluik, ook het Geduld van Job of Job getroost door muzikanten genoemd, is een schilderij in het Groeningemuseum in Brugge uit de omgeving of het atelier van de Zuid-Nederlandse schilder Jheronimus Bosch.

## Voorstelling
Op het middenpaneel is de Bijbelse figuur Job te zien. Volgens het boek Job verloor de rijke Job alles wat hij bezat inclusief zijn gezondheid. De duivel zag vervolgen zijn kans en probeert hem van het recht pad te krijgen, maar Job blijft trouw aan God. Op het middenpaneel is te zien hoe Job, berooid en zonder kleding, bezoek krijgt van een groep muzikanten. De voorstelling komt niet helemaal overeen met het boek. Hierin wordt hij eerst bespot door zijn vrouw en krijgt hij vervolgens bezoek van drie vrienden die hem proberen te troosten. Van muzikanten is geen sprake. Ook komt de voorstelling niet overeen met bestaande afbeeldingen van de bespotting van Job door zijn vrouw. Het vervallen gebouw is waarschijnlijk Jobs ooit rijke woning, terwijl op de achtergrond zijn bezittingen in brand staan. In een muur van het vervallen huis houden zich vier figuren schuil, waarvan twee met dierenkop, waarvan de voorste, in habijt, zich tot Job richt.

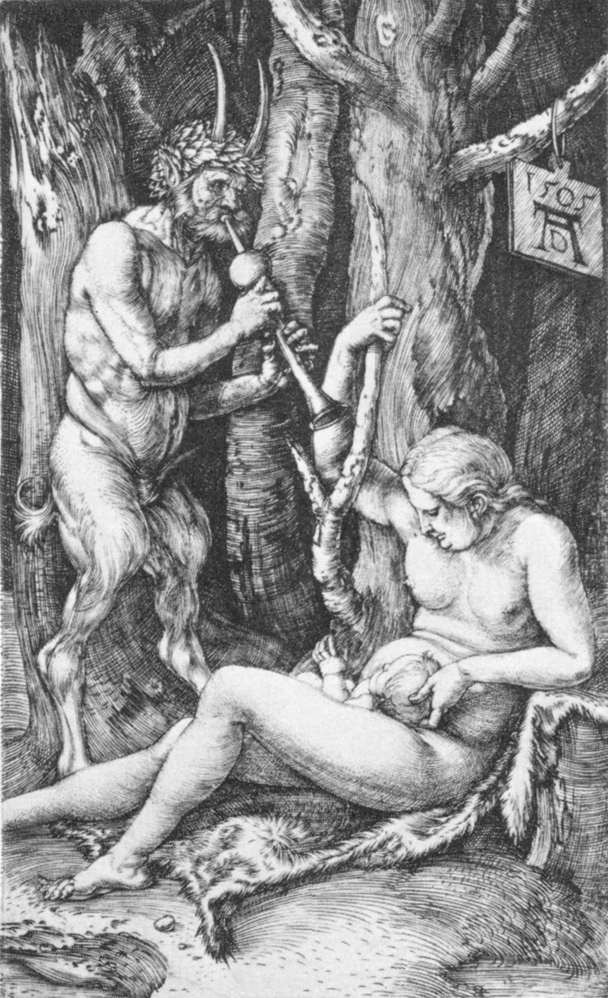
Albrecht Dürer. Satersfamilie. 1505. Chicago, Art Institute of Chicago.

De betekenis van de muzikanten en de vier figuren in de muur is onduidelijk, maar de betekenis van de voorstelling als geheel moet gezocht worden in de beproevingen van Job en hoe Job daarbij God altijd trouw blijft. Mogelijk is Job hier bedoeld als Bijbelse voorloper van de beproevingen doorstaande kluizenaars, die op de zijluiken staan afgebeeld. In 1523/1524 wordt een beproeving van Job door Bosch vermeld. De kluizenaars die op de zijluiken staan afgebeeld zijn links de heilige Antonius en rechts de heilige Hiëronymus. Antonius is biddend afgebeeld onder een reusachtig blad, dat over een boomtak hangt. Hij is omgeven door allerlei figuren, waaronder een vrouw met kind, die hem van zijn geloof af proberen te krijgen. Hiëronymus bevindt zich in een door stekelige planten overwoekerde grot en richt zich tot een crucifix, dat geplaatst is op een met reliëfs versierde troon.
De compositie als geheel is opgebouwd uit verschillende motieven uit schilderijen van Bosch, die als authentiek te boek staan. De ruïne op het middenpaneel, bijvoorbeeld, doet sterk denken aan het bouwsel op het linkerluik van het het Driekoningen-drieluik. De heilige Hiëronymus op het rechter luik komt vrijwel geheel overeen met de heilige Hiëronymus op het middenpaneel van het Heremieten-drieluik in Venetië, terwijl de rotsformaties van de grot direct ontleend zijn aan De Heilige Hiëronymus in gebed in Gent, inclusief het schedelvormige bovengedeelte (volgens Bosch-auteur Charles de Tolnay een ossenschedel als symbool van de dood). De voorste muzikant op het middenpaneel bespeelt een blaaspijp. Deze figuur is mogelijk ontleend aan de gravure Satersfamilie van Albrecht Dürer uit 1505.

## Buitenzijde

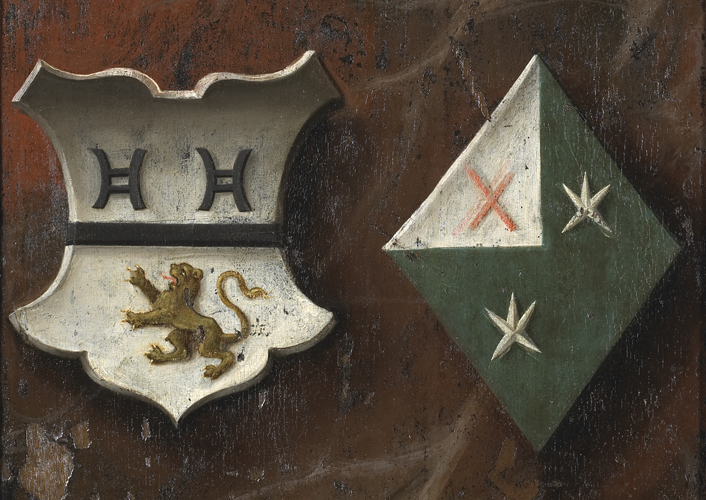
Detail van de buitenzijde van het linkerhuik met de wapens van de familie Van de Voort en Maes.

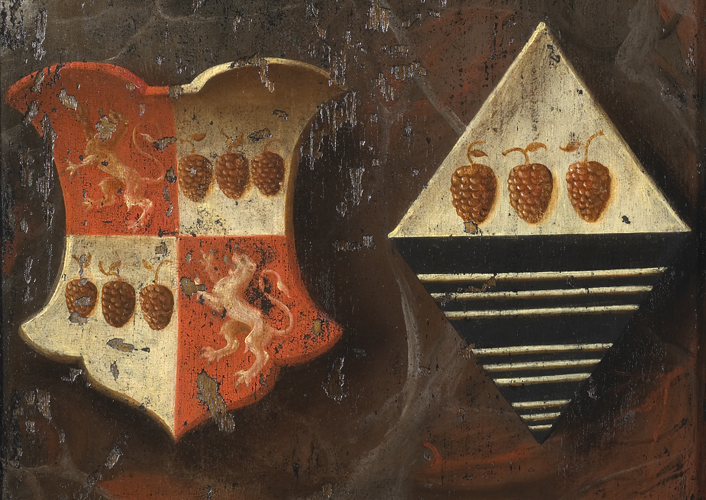
Detail van de buitenzijde van het rechterluik met de wapens van de familie De Haro en Pijnappel.

Aan de buitenzijde van het drieluik bevinden zich vier familiewapens op een gemarmerde achtergrond. Dit zijn – van links naar rechts – de wapens van de familie Van de Voort (of Vervoort), Maes, Van Driel en Pijnappel, waarbij het wapen van de familie Van Driel later is vervangen door dat van de familie De Haro uit Spanje. Verder zijn de wapens om en om schildvormig en ruitvormig. De schildvormige wapens staan voor een man en de ruitvormige voor een vrouw. De opdrachtgever c.q. bezitter van het drieluik was dus een echtpaar Van de Voort-Van Driel/De Haro. Uit genealogisch onderzoek blijkt het hier te gaan om het echtpaar Jacob van (de) Voort (†1520), schepen in Antwerpen, en zijn vrouw Christina van Driel. De ouders van Jacob van de Voort zijn niet bekend, maar dit moeten dus een Van de Voort en een Maes geweest zijn. De ouders van Christina van Driel zijn Jacobus van Driel (†voor 1510) en de uit 's-Hertogenbosch afkomstige Jenneke Pijnappel. Omdat Christina's moeder omstreeks 1510 hertrouwde met de Spaanse hoveling Diego de Haro, werd het wapen van haar biologische vader vervangen door dat van haar stiefvader. Volgens Aquilin Janssens de Bisthoven (voormalig directeur van de Groeningemuseum) zijn de zijluiken hier verkeerd geplaatst en stonden de twee heiligen oorspronkelijk met hun gezichten naar elkaar toe op de buitenzijde van het drieluik.

## Datering en toeschrijving
Als Jacob van de Voort inderdaad de opdrachtgever van het drieluik was, moet het kort voor 1510 ontstaan zijn. Deze datering komt overeen met dendrochronologisch onderzoek, waaruit gebleken is dat het omstreeks 1507 of later ontstaan is. Het hele werk is overschilderd, wat de toeschrijving moeilijk maakt. Het werk staat wat voorstelling en stijl betreft zeer dicht bij Jheronimus Bosch. Volgens kunsthistoricus Max Friedländer is het een door restauratie verminkt origineel. De Tolnay denkt dat het hier gaat om een kopie naar een verloren gegaan origineel. Volgens Bernard Vermet behoort het tot de onomstreden atelierproducten van Bosch. Mogelijk bestonden er verschillende versies van het werk, want het is bekend dat de Portugese humanist Damião de Góis een Verzoeking van Sint-Job en een Temptatie van Sint-Antonius mee naar Portugal nam. Ook is er een Beproevingen van Job bekend, toegeschreven aan Jan Mandijn. Op dit werk komt het Bijbelse karakter meer tot uiting door de aanwezigheid van Jobs vrouw.

## Herkomst
Het werk werd in 1858 voor het eerst gesignaleerd in de Sint-Jacob-de-Meerdere-kerk in het West-Vlaamse Hoeke. In 1931 werd het werk 'herontdekt' en in bruikleen gegeven aan het Groeningemuseum in Brugge.